# ناو کلاس دوگای
کروزر کلاس دوگای (به انگلیسی: Duguay-Trouin-class cruiser) یک کلاس از کشتی است که طول آن 181.30 m (595 ft) overall می‌باشد.